# جامع حمدان البلد
جامع حمدان البلد هو من مساجد العراق القديمة الأثرية التي بنيت في عهد الدولة العثمانية في عام 1225هـ/1810م، ويقع في قرية (حمدان البلد) التابعة لقضاء أبي الخصيب بالقرب من مبنى المستوصف في البصرة. وجرى تجديد بنائهِ وصيانته عدة مرات كان آخرها في عام 2002م.
ويحتوي على مصلى حرم طوله سبعة أمتار وعرضه 15 متراً ويقوم على أعمدة كونكريتية، وتحيطه النوافذ، ولهُ محراب مستطيل الشكل مبني من الطابوق وعن يمينه منبر له سياج من الخشب الصاج، وقبالة الحرم طارمة بعرض الحرم وبطول 4 أمتار بالإضافة إلى ساحة كبيرة تبلغ مساحتها 250م2، وهي مغروسة بالأشجار وفي الجامع غرفة للامام وأخرى للمخزن، وتعلو المسجد منارة مئذنة رائعة الطراز بتصميم حديث ومبنية بالطابوق مضلعة الشكل وأرتفاعها 25 متراً.
وتقام في الجامع حالياً الصلوات الخمس، ومن نشاطاتهِ إقامة دورات حفظ القرآن الكريم لطلبة المدراس في العطلة الصيفية.
وكان أشهر من خطب في الجامع هو الشيخ الحاج محمد سلطان.